# Кисовец
Кисовец (словен. Kisovec) је насељено место у општини Загорје об Сави, Засавска регија, Словенија.

## Историја
До територијалне реорганизације у Словенији био је у саставу старе општине Загорје об Сави.

## Становништво
У попису становништва из 2011. године, Кисовец је имао 1.838 становника.
| Број становника према пописима | Број становника према пописима | Број становника према пописима |
| ------------------------------ | ------------------------------ | ------------------------------ |
| 1991                           | 2002                           | 2011                           |
| 1.870                          | 1.767                          | 1.838                          |

Напомена: Године 1952. повећано за насеље Рибник које је укинуто.